# Camille Cuyx
Camille Cuyx (Kortessem, 1945) is een Belgische politicus.
Van 1983 tot 1989 was hij burgemeester van Kortessem. Op voordracht van de gemeenteraad van Kortessem kreeg hij de titel van "ereburgemeester".

## Politieke carrière
Cuyx begon zijn politieke carrière in 1976 als gemeenteraadslid in de nieuwe fusiegemeente Kortessem. Hij was van 1983 tot 1989 burgemeester van Kortessem. Daarna bleef hij ononderbroken zitting houden in de gemeenteraad als  gemeenteraadslid en schepen tot 31 december 2024.
In 2013 werd hij door de gemeenteraad voor een periode van 4 jaar tot eind 2016 verkozen als schepen van financiën, mobiliteit, jeugd, landbouw en plattelandsontwikkeling. Hierna werd hij voorzitter van de gemeenteraad tot het einde van de legislatuur. Na verkiezingen van 2018 werd hij vanaf 1 januari 2019 voor een periode van drie jaar voor tot 31 december 2021 aangesteld als schepen voor Ruimtelijke Ordening en Leefmilieu.
Vanaf 1 januari 2025 fusioneert de gemeente Kortessem met de stad Hasselt. Camille Cuyx stelde zich geen kandidaat meer voor de gemeenteraadsverkiezingen voor de fusiegemeente Hasselt in oktober 2024 en verlaat de politiek op 31 december 2024.

## Auteur
Camille Cuyx is co-auteur van het boek "Bomen en struiken in Bokrijk.